# Patric Young
Patric Young (Jacksonville, 1º febbraio 1992) è un ex cestista statunitense, professionista in Europa.

## Carriera
Dal 2010 al 2014 ha giocato nei Gators della University of Florida, con cui ha raggiunto le Final Four del Torneo NCAA 2014. Nella stessa stagione è stato nominato vincitore del Pete Newell Big Man Award.
Nel 2010 ha vinto l'oro al Campionato americano Under-18, e l'anno successivo ha disputato il Mondiale Under-19, chiuso dagli Stati Uniti al 5º posto.
Si è dichiarato per il Draft NBA 2014, nel quale non è stato scelto da nessuna squadra; successivamente, ha giocato nel campionato turco con il Galatasaray.
Il 17 luglio 2015 viene ufficializzato il suo passaggio all'Olympiacos, con cui firma un biennale.
Il 12 novembre seguente, Young si rompe il crociato nel corso del match di Eurolega contro l'Anadolu Efes, finendo così la stagione con la squadra greca.
Nonostante il rientro al termine della stagione 2016-17, l'Olympiacos non rinnova con Young, il quale il 10 luglio 2017 firma un contratto biennale con l'Olimpia Milano.
Il 26 febbraio 2018, Young rescinde consensualmente il contratto con Milano, senza aver mai giocato una gara con la maglia dell'Olimpia.
Dopo mesi di inattività, Young torna in Italia, firmando un contratto con la Scandone Avellino fino al termine della stagione, con un'opzione a favore del club irpino per rescindere il contratto entro il primo mese.

## Statistiche

### College
| Anno      | Squadra        | PG  | PT  | MP   | TC%  | 3P% | TL%  | RP  | AP  | PRP | SP  | PP   |
| --------- | -------------- | --- | --- | ---- | ---- | --- | ---- | --- | --- | --- | --- | ---- |
| 2010-2011 | Florida Gators | 37  | 2   | 17,8 | 55,6 | -   | 70,3 | 3,8 | 0,3 | 0,6 | 0,8 | 3,4  |
| 2011-2012 | Florida Gators | 37  | 32  | 26,5 | 61,8 | -   | 59,3 | 6,4 | 1,1 | 0,5 | 0,8 | 10,2 |
| 2012-2013 | Florida Gators | 37  | 36  | 26,5 | 58,6 | -   | 48,9 | 6,3 | 0,9 | 0,9 | 1,6 | 10,1 |
| 2013-2014 | Florida Gators | 39  | 37  | 26,1 | 54,1 | -   | 59,6 | 6,2 | 0,8 | 0,6 | 1,1 | 11,0 |
| Carriera  | Carriera       | 150 | 107 | 24,3 | 57,7 | -   | 56,9 | 5,7 | 0,8 | 0,7 | 1,1 | 8,7  |

### Club
| Stagione         | Squadra           | Competizione    | Partite | Partite | Partite | Statistiche tiro | Statistiche tiro | Statistiche tiro | Altre statistiche | Altre statistiche | Altre statistiche | Altre statistiche | Altre statistiche |
| Stagione         | Squadra           | Competizione    | Pres.   | Titol.  | Minuti  | Tiri da 2        | Tiri da 3        | Liberi           | Rimb.             | Assist            | Rubate            | Stopp.            | Punti             |
| ---------------- | ----------------- | --------------- | ------- | ------- | ------- | ---------------- | ---------------- | ---------------- | ----------------- | ----------------- | ----------------- | ----------------- | ----------------- |
| 2014-2015        | Galatasaray       | BSL             | 24      | 21      | 661     | 108/161          | 0/0              | 36/59            | 190               | 19                | 20                | 20                | 252               |
| 2014-2015        | Galatasaray       | Euroleague      | 17      | 14      | 416.3   | 59/98            | 0/1              | 30/50            | 109               | 11                | 15                | 13                | 148               |
| 2015-2016        | Olympiakos        | A1 Ethniki      | 5       | 3       | 94.6    | 16/21            | 0/0              | 6/10             | 29                | 1                 | 5                 | 3                 | 38                |
| 2015-2016        | Olympiakos        | Euroleague      | 5       | 5       | 98.2    | 20/28            | 0/0              | 14/21            | 25                | 2                 | 6                 | 13                | 54                |
| 2016-2017        | Olympiakos        | A1 Ethniki      | 28      | 21      | 306.9   | 54/91            | 0/0              | 32/44            | 82                | 14                | 10                | 17                | 140               |
| 2016-2017        | Olympiakos        | Euroleague      | 30      | 1       | 288.4   | 29/59            | 0/1              | 24/39            | 72                | 4                 | 9                 | 11                | 82                |
| fino a feb. 2018 | Olimpia Milano    | Serie A         | 0       | 0       | 0       | 0/0              | 0/0              | 0/0              | 0                 | 0                 | 0                 | 0                 | 0                 |
| fino a feb. 2018 | Olimpia Milano    | Euroleague      | 0       | 0       | 0       | 0/0              | 0/0              | 0/0              | 0                 | 0                 | 0                 | 0                 | 0                 |
| da dicembre 2018 | Scandone Avellino | Serie A         | 0       | 0       | 0       | 0/0              | 0/0              | 0/0              | 0                 | 0                 | 0                 | 0                 | 0                 |
| Totale carriera  | Totale carriera   | Totale carriera | 109     | 65      | 1865,4  | 286/458          | 0/2              | 142/223          | 507               | 51                | 65                | 77                | 714               |

## Palmarès

### Squadra
- Campionato greco: 1

Olympiacos: 2015-16
- Supercoppa italiana: 1

Olimpia Milano: 2017

### Individuale
- Pete Newell Big Man Award (2014)